# Shinji Makino
Shinji Makino (牧野 真二, Shinji Makino) est un footballeur japonais né le 29 mai 1976. Il est milieu de terrain.

## Équipe nationale
- Équipe du Japon de beach soccer
  - Participation à la Coupe du monde de beach soccer : 2005, 2006, 2008, 2009, 2011